# House of Wonders

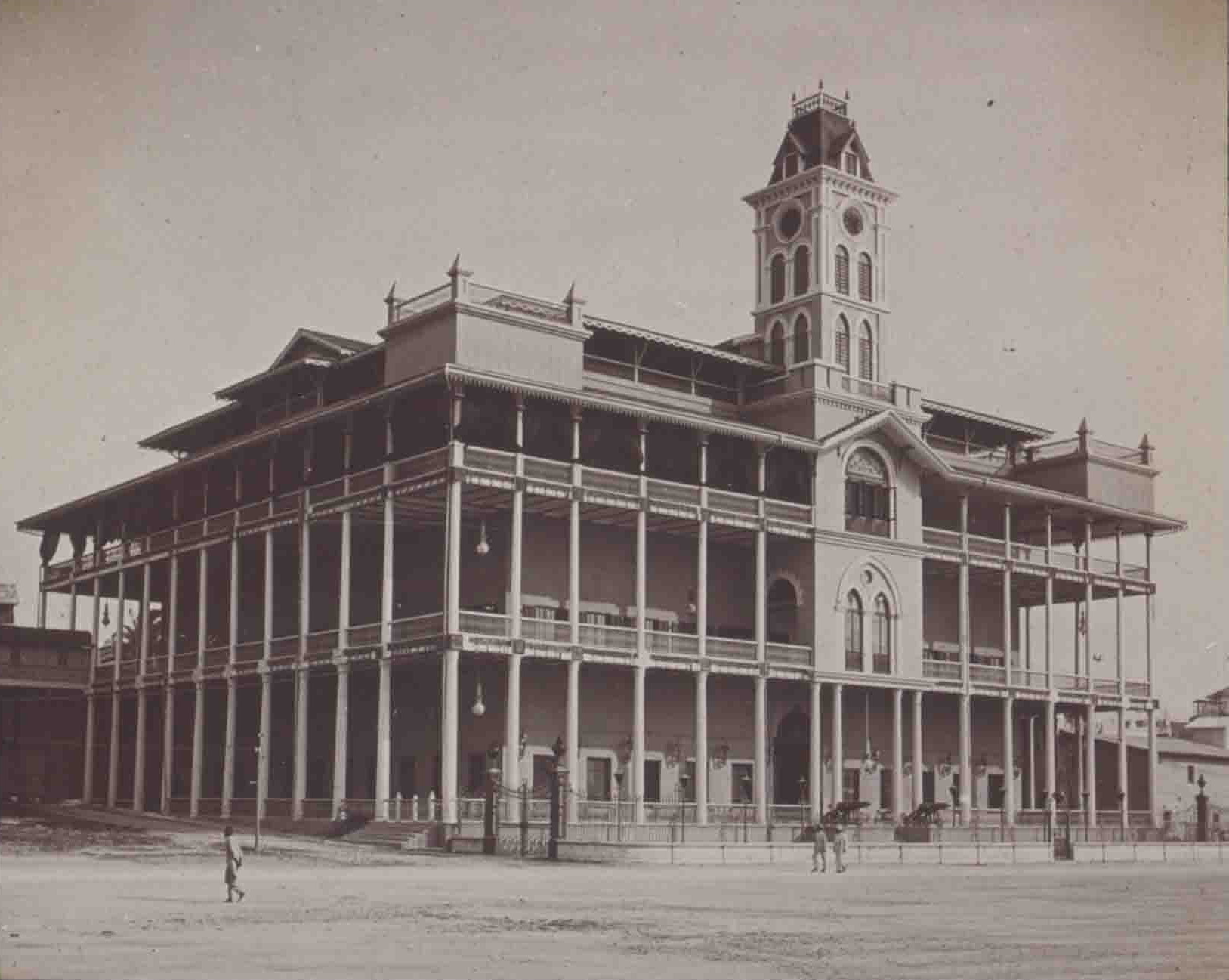
La House of Wonders au début du XXe siècle.

La House of Wonders (« Maison des Merveilles ») ou le Palace of Wonders (« Palais des Merveilles »), en arabe : Beit-al-Ajaib, est un bâtiment emblématique de Stone Town (en swahili : Mji Mkongwe), quartier de Zanzibar City, dans l'archipel de Zanzibar, en Tanzanie.
C'est le bâtiment le plus haut de Stone Town et il occupe une place symbolique en face des Forodhani Gardens en bord de mer de la vieille ville. Il est situé entre l’Old Fort et le Palace Museum. Il est l'un des six palais construits par Barghash bin Said, deuxième sultan de Zanzibar, et serait situé sur le site du palais du XVIIe siècle de la reine Fatuma.
Construit en 1883, il doit son surnom au fait d'être le premier bâtiment de l'île à installer l'éclairage ainsi qu'un ascenseur électrique. 
La House of Wonders abrite actuellement le musée d'histoire et de la culture de Zanzibar et de la côte swahili.

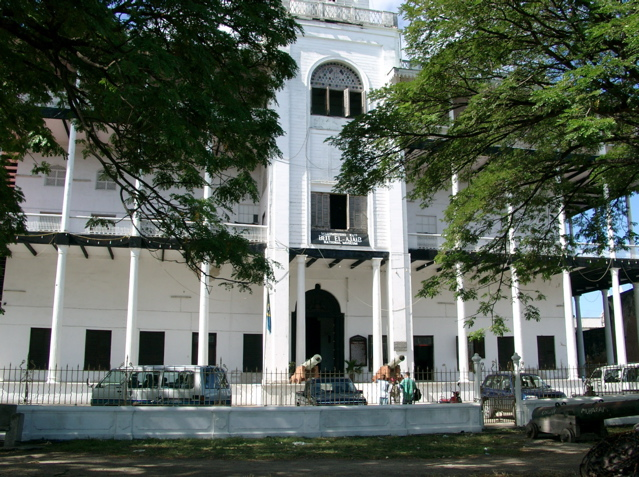
L'entrée, flanquée de deux canons.